# Szebeny István
Szebeny István, Szebeny István Nándor Antal (Budapest, 1890. november 22. – Budapest, Ferencváros, 1953. március 11.) magyar olimpikon, evezős.

## Családja
Szebeny Antal és Csik Ludmilla fiaként született. 1922. augusztus 26-án Budapesten feleségül vette Zeljóni Tamara Augusztát, Zeljóni Jakab Vilmos és Litke Éva lányát.

## Pályafutása
A Hungária Evezős Egylet MTK sportolójaként versenyzett. A testvér négyes, a legidősebb Antal, az ikrek Miklós és György, valamint a legfiatalabb István a magyar evezős sport emlékezetes sportolói.

### Olimpiai játékok
Az 1912. évi nyári olimpiai játékok kormányos nyolcevezős versenyszámban 8 nemzet versenyzett. Öt előfutamot rendeztek, a magyarok Németország legjobb nyolcasával került egy futamban. A német nyolcas sportolói sokkal erősebbek voltak, evezős technikájuk az angol stílusra épült, két hajóhosszal nyerték a 3. futamot.
Hungária Evezős Egylet csapattársaival (Szebeny István vezér evezős, Baján Artúr, Manno Miltiades, Jeney István, Gráf Lajos, Szebeny Miklós, Szebeny György, Vaskó Kálmán kormányos) a 7. helyen végzett.